# Grupa Cimocha Wostrykaua
Grupa Cimocha Wostrykaua (ros. Группa Тимофея A. Остриковa) – białoruska grupa wywiadowcza na sowieckiej Białorusi w I poł. lat 50. XX w.
W nocy z 26 na 27 sierpnia 1952 r. nad Puszczą Nalibocką w obwodzie mołodecznym została zrzucona na spadochronach przez Amerykanów grupa 4 Białorusinów na czele z Cimochem Wostrykauem ps. „Karl”, który występował jako emisariusz Rady Białoruskiej Republiki Ludowej. W skład grupy wchodzili też radiowiec M. Kalnicki, zastępca radiowca M. Arciuszewski i agent – wywiadowca Hienadź A. Kaściuk. Do zadań grupy należało prowadzenie działań wywiadowczych, zbieranie informacji o sytuacji politycznej w Białoruskiej Socjalistycznej Republice Radzieckiej, nastrojach ludności cywilnej, stosunku do władz sowieckich, a przede wszystkim kolektywizacji. Członkowie grupy mieli werbować funkcjonariuszy i współpracowników służb bezpieczeństwa w celu uzyskania od nich informacji dotyczących ich funkcjonowania, a następnie przerzutu do RFN, gdzie mieli zostać instruktorami w szkołach wywiadowczych. Ponadto dowódca grupy Cimoch Wostrykau dostał osobiste polecenie od Barysa Rahuli uzyskiwania informacji dotyczących działalności na Białorusi konspiracyjnych organizacji i oddziałów zbrojnych o charakterze antysowieckim. Po wylądowaniu wysłana została do centrum zaszyfrowana wiadomość radiowa, po czym członkowie grupy się rozdzielili. Kalnicki i Arciuszewski mieli przygotować bazę wypadową w kompleksie leśnym, zaś pozostali udali się do Nowogródka. Tam uzyskali kontakty w Mińsku, ale na miejscowym dworcu kolejowym już na początku września Wostrykau został aresztowany przez funkcjonariuszy MGB. Na przesłuchaniu wyjawił miejsce pobytu pozostałych członków grupy, którzy zostali wkrótce schwytani przez grupę operacyjną MGB. Podczas strzelaniny zginął Kalnicki. Okazało się, że Sowieci byli poinformowani o grupie, gdyż Arciuszewski był agentem kontrwywiadu sowieckiego. Po procesie, który odbył się w dniach 10–14 listopada 1955 r. w Mińsku, Wostrykau i Kaściuk zostali skazani na kary 25 lat więzienia. Arciuszewski został ułaskawiony pod koniec stycznia 1956 r.